# Лезо бритви (фільм, 1946)
«Лезо бритви» (англ. The Razor's Edge) — драматичний фільм 1946 року американського режисера Едмунда Гулдінга. Перша екранізація однойменного роману (1944) Сомерсета Моема. Володар премії «Оскар» в номінації найкраща актриса другого плану, номінант ще на три «Оскара» у 1947 році.

## Виробництво
Компанія 20th Century Fox у березні 1945 року придбала в Сомерсета Моема права на екранізацію його твору. За умовами контракту Моем отримував 50000 доларів та ще 20% від прибутку в прокаті. Також було передбачено, що Моем отримає ще 50000 доларів, якщо знімальний процес не почнеться до 2 лютого 1946 року.
Зйомки почалося в серпні 1945 року близько Денвера, штат Колорадо, в горах, які зображували Гімалаї. При цьому питання з виконавцями головних ролей ще не було вирішено. Продюсер Занук бачив у головній чоловічій ролі лише Тайрона Павера, тому очікував його повернення з військової служби влітку 1946 року.
Спочатку Дерріл Занук запропонував зняти стрічку режисеру Джорджу К'юкору, але розбіжності на знімальному майданчику змусили їх розірвати угоду ще на початку роботи.
На роль Софі претендували Бетті Грейбл і Джуді Ґарленд.
Сам Моем бажав, щоб у головній жіночій ролі грала Джин Тірні. Але Занук залишив цю роль для Морін О'Гара з умовою, щоб вона зберігала секрет до останньої миті, але О'Гара розповіла про це своїй подрузі Лінді Дарнелл. Занук дізнався про це і негайно знов змінив Морін О'Гару на Тірні.

## Сюжет
З війни повертається солдат Ларрі Даррелл (грає Тайрон Павер). Війна сильно змінила його, він заново шукає себе в цьому світі. Ларрі не знаходять себе у вищому суспільстві й розриває відносини з дівчиною, яку він любив, Ізабель Бредлі (грає Джин Тірні). Вона виходить заміж за іншого і виключно за розрахунком. Розгублений Ларрі починає шукати сенс життя в подорожах і їде до Гімалаїв. Після того, як він починає зустрічатися з вітряною поціновувачкою алкогольних напоїв Софі Макдональд (грає Енн Бакстер), але минає десять років і Ізабель знов з'являється у житті Ларрі та руйнує його стосунки з Софі.
Невдовзі Софі помирає, а Ларрі продовжує шукати себе.